# جامعه بزرگ

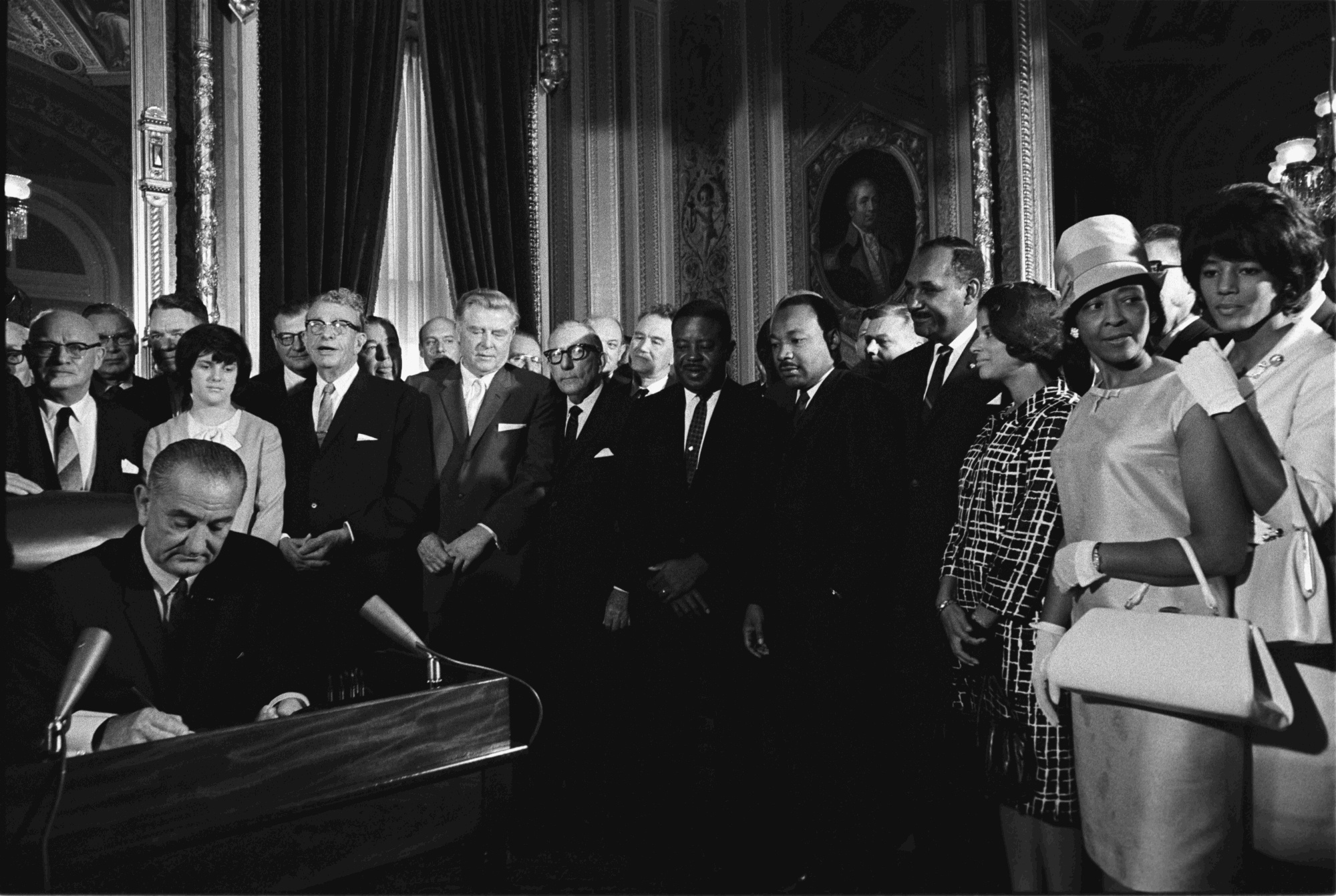
جامعه بزرگ

برنامه سیاسی و اجتماعی لیندون بنیز جانسون رئیس جمهور ایالات متحده آمریکا در اواسط دهه ۱۹۶۰ جامعه بزرگ (به انگلیسی: Great Society) نامیده شد.
این برنامه شامل قانون فرصت‌های برابر، قانون حقوق مدنی سال ۱۹۶۴، قوانین مراقبت‌های بهداشتی و حق رای سال ۱۹۶۵ و قوانین تأمین مسکن و تحصیلات عالی و فرصت‌های برابر . این تمهیدات نقش حکومت مرکزی را در امور اقتصادی و اجتماعی گسترش داد و پایه‌های یک دولت رفاهی را در ایالات متحده آمریکا محکم کرد .